# 愛丁堡商學院
參數所指定的目標頁面不存在，建議更正成存在頁面或直接建立下列一個頁面（建立前請先搜尋是否有合適的存在頁面可以取代）：
- 愛丁堡大學商學院

愛丁堡商學院（英語: Edinburgh Business School，縮寫EBS）成立於1997年，是創建於1821年的赫瑞瓦特大學的商業研究院，位於蘇格蘭愛丁堡。赫瑞瓦特大學是英國第八間歷史最悠久的高等教育機構，並由皇家憲章授予學位。目前學院在全球160個國家有超過11,900名學生和超過17,900名畢業生，世界各地設有超過400個考試中心，每年六月及十二月舉行考試。

## 課程
學院提供各類研究生課程，包括工商管理碩士（MBA）課程。 根據金融時報愛丁堡商學院 MBA是2013年全球最大的遠程MBA課程。學生可在校園修讀，或透過遠程教育學習，所有科目都是通過筆試評估。
工商管理博士（DBA）課程於2003年推出，目前有60多名學生經導師指導修讀；各類專長的理學碩士（MSc）課程也可在學院修讀。

## 合作夥伴
特許公認會計師公會（ACCA）和赫瑞瓦特大學愛丁堡商學院有合作協議，使透過遠程學習或在全球各地面授修畢ACCA第三部分的準會員和會員，通過免費的學分轉移及豁免，可加快地完成愛丁堡商學院財務管理碩士課程。

## 班繆爾樓
2008年9月，愛丁堡商學院購得亞當·斯密的故居班繆爾樓。這是蘇格蘭一座重要的歷史建築。
學院的意向是維護和重新修葺建築物，以反映亞當·斯密當時的生活方式，並使用班繆爾樓推廣商業學和經濟學的研究工作，以及給教育研討會和其他會議提供便利。
愛丁堡商學院與愛丁堡市議會及蘇格蘭文物局經過一段時間的談判後，最終於2011年3月公開研訊。2011年7月，學院被授予修葺班繆爾樓的權限 。

## 非洲獎學金
這是愛丁堡商學院在2009年的計劃，由學院與「佳能柯林斯教育與法律援助信託」合作管理，在非洲南部推行的主要獎學金，提供給非洲南部國家的個人，還開放給沒有足夠學費修讀MBA課程的非洲弱勢居民。
2010年9月13日，愛丁堡商學院宣布了這一項非洲的獎學金計劃，預期可以讓250人修讀它的旗艦MBA課程。該獎學金計劃已獲前南非總統納爾遜·曼德拉夫人格拉薩·馬謝爾的贊同，並將使整個非洲的弱勢申請人獲得管理和商業的技能和專業知識，幫助他們使他們的組織和社區帶來變化。

## 外部連結
- 官方網站 （页面存档备份，存于）
- 由愛丁堡商學院學生營運的門戶網站，包含學習筆記、照片、論壇等 （页面存档备份，存于）
- 由愛丁堡商學院學生營運的論壇